# Prométhéisme
Le prométhéisme ou le prométhéanisme (en polonais Prometeizm) a été un projet politique initié par le Polonais Józef Piłsudski. Il a tiré son nom du mythe de Prométhée. Son but était d'affaiblir l'Empire russe et son État successeur, l'Union soviétique, en soutenant les mouvements nationalistes d'indépendance parmi les principaux peuples non russes qui vivaient à l'intérieur des frontières de la Russie et de l'Union soviétique,.
Entre les deux guerres mondiales, le prométhéisme et l'autre concept, la Confédération Intermarium, ont constitué deux stratégies complémentaires de la géopolitique de Piłsudski et de certains de ses héritiers politiques.
Ce projet est comparable à la doctrine Giedroyc de Jerzy Giedroyc et Juliusz Mieroszewski.

## Les sources du prométhéisme

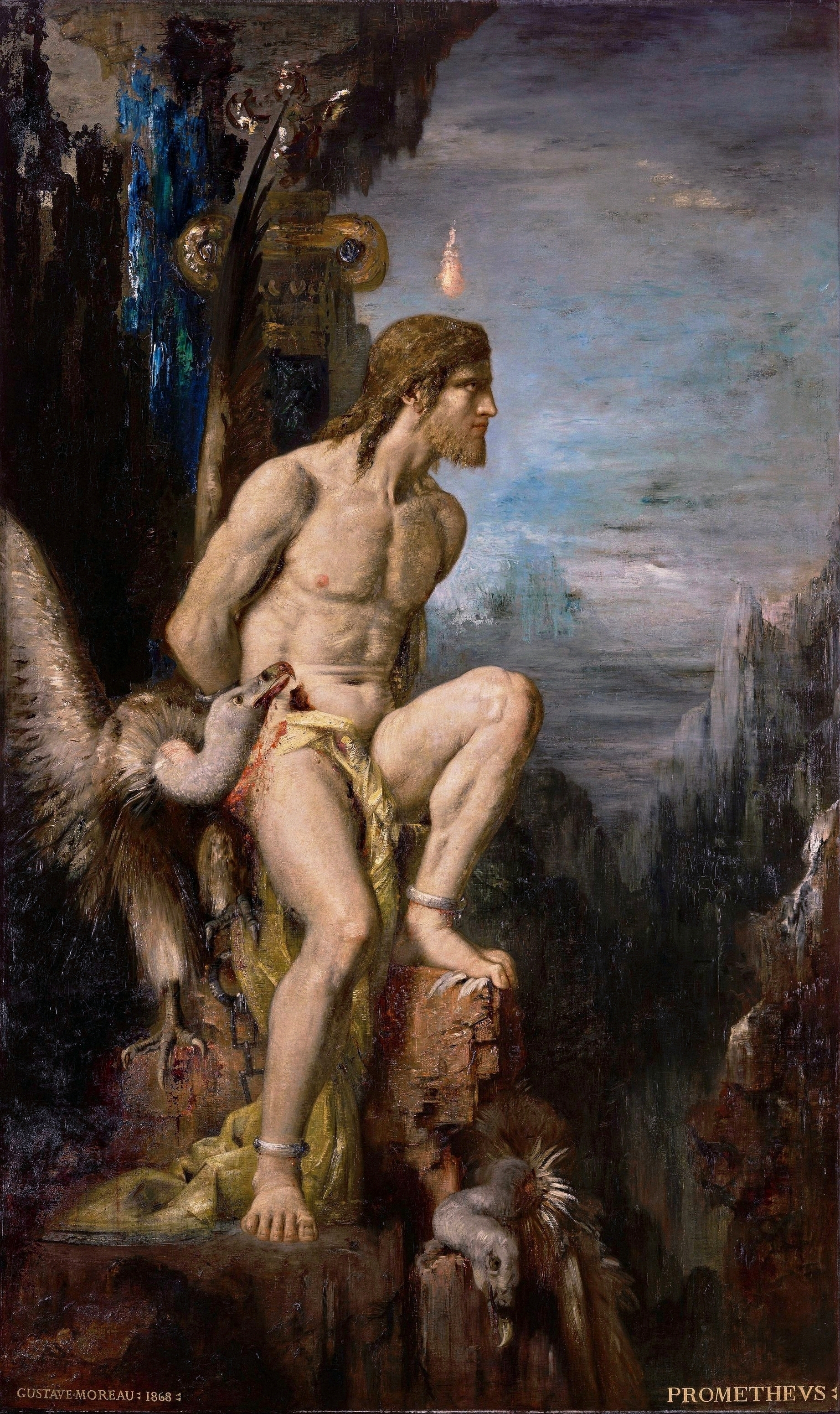
Prométhée, par Gustave Moreau, torturé sur le mont Caucase

L'élaboration de Piłsudski du prométhéisme a été facilitée par une connaissance intime de l'Empire russe acquise lors de son exil par le gouvernement russe à l'est de la Sibérie. Le terme "prométhéisme" a été suggéré par le mythe grec de Prométhée, dont le don du feu à l'humanité, au mépris de Zeus, revient à symboliser le savoir et la résistance à l'autorité despotique.
Une brève histoire de l'effort prométhéen de la Pologne a été écrite le 12 février 1940, par Edmund Charaszkiewicz, un officier polonais de renseignement militaire qui a été chargé, à partir de 1927 jusqu'à l'éclatement de la Seconde Guerre mondiale en Europe en septembre 1939, de la coordination du programme prométhéen de la Pologne. Charaszkiewicz a écrit son livre à Paris, après s'être évadé de la Pologne envahie par l'Allemagne nazie et l'Union soviétique.

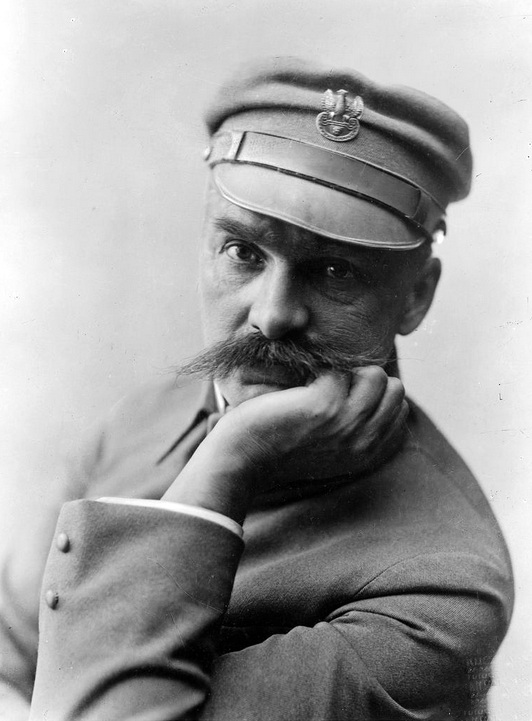
Józef Piłsudski - père de la stratégie prométhéenne

Le mouvement prométhéen, selon Charaszkiewicz, a pris sa genèse à partir d'une renaissance nationale, qui a débuté à la fin du XIXe siècle, parmi les nombreux peuples de l'Empire Russe. La renaissance résulte d'un processus social qui a conduit la Russie à la révolution. Presque tous les partis socialistes, créés dans des collectivités non-russes, ont assumé un caractère national et ont placé l'indépendance en tête de leur ordre du jour : c'était le cas en Pologne, en Ukraine, en Finlande, en Lettonie, en Lituanie, en Géorgie et en Azerbaïdjan. Ces partis socialistes prendront la direction de leurs peuples et des mouvements d'indépendance. Les partis socialistes, précisément parce qu'ils sont associés à la réalisation de leurs efforts pour l'indépendance avec le mouvement social en Russie, ont montré le plus de dynamisme. En fin de compte, les peuples du bassin de la mer Baltique, de la Pologne, de la Finlande, de l'Estonie, de la Lettonie et de la Lituanie - ont gagné et, jusqu'à la Seconde Guerre mondiale, tous ont conservé leur indépendance. Les peuples des bassins de la mer Noire et de la mer Caspienne - l'Ukraine, les Cosaques du Don, du Kouban, la Crimée, la Géorgie, l'Azerbaïdjan, l'Arménie, le Caucase du Nord - se sont émancipés eux-mêmes politiquement en 1919-1921, mais ont ensuite perdu leur indépendance en faveur de la Russie Soviétique.
Les militants exilés en Europe éditèrent des journaux, comme la Revue de Prométhée éditée à Paris de 1926 à 1940 par journaliste géorgien Georges Gvazava, puis par l'homme d'État ukrainien Alexandre Choulguine.